# Vindictus
Vindictus (другое название Mabinogi Heroes) — игра жанра MMORPG от devCat. Главный упор был сделан на PVE систему движка Valve Source. Распространяется по традиционной модели Free-To-Play. Сама игра доступна для свободного скачивания. Содержит виртуальный магазин (Supply Depot) в котором за валюту Nexon можно изменить внешний вид и приобрести усилители. Известна в Азии как Mabinogi Heroes. В странах СНГ стоит блок, поэтому для игры требуется прокси.

## Об игре
Сюжет связан с небольшой историей, в ходе игры вам будут предлагаться квесты по сюжету. В игре есть 2 города, первый — небольшая деревушка (1-50 уровень), второй — роскошный замок (50-80).

PVE: Сражения происходят в данжах, создаваемых игроками (хост система), для завершения данжа нужно убить босса, но в каждом данже есть дополнительные задачи, которые игрок может выполнить по желанию. Данжи можно создавать, как одиночные так и многоместные.

PVP: Недавно появились арены, теперь игрок может показать свои умения на арене, для этого нужно зарегистрироваться в специальном месте.
По мере развития персонажа, для каждого класса будут доступны новые виды брони или типы оружия.

С 20 уровня доступы рейд-боссы, на которых собираются многие игроки.

На 40 уровне игроку предложат выбрать трансформацию, которую можно совершенствовать. Можно выбрать Паладина или Тёмного Рыцаря.

## Классы
- Ланн — мужской персонаж, который специализируется на парных мечах. Он наносит больше всех DPS (урона в секунду) в группе и полагается на скорость и уклонения, чтобы победить в битве. Его альтернативное оружие — парные копья. Когда они экипированы, его урон и шанс на критический удар увеличиваются, а также он может отталкивать врагов. Он начинает без способностей и экипирован в легкие доспехи, но позже получает способность носить тяжёлую и латную броню.
- Фиона — женский персонаж, который использует одноручный меч для атаки и щит для блокировки и защиты от мощных атак . Она полагается на блокировку удара и контратаку. Её альтернативное оружие — длинный молот, при использовании которого достигается максимальный урон за счёт скорости атаки, по сравнению с мечом. Она начинает с малым щитом, но потом обретает способность использовать большой щит, который повышает её блокирующую способность, но при этом не дает контратаковать врага.
- Эви — женщина-маг, которая использует магию для помощи игрокам в группе. Её главная роль — максимальный урон (наносит высокий урон за один удар), но также у неё есть вспомогательные способности (лечение, контроль и т. д.). В отличие от других персонажей, она зависит от интеллекта, поэтому она выдает максимальный магический урон; может носить тканную и легкую броню. Основное оружие Эви — посох, используемый для нанесения урона и лечения, её альтернативное оружие — боевая коса, которая повышает её DPS ценой исцеляющих способностей.
- Карок — персонаж — бодибилдер, который использует оружия в виде «столбов» в битве. Он использует медленные атаки, когда экипирован «столбами», но он может метать «столб» и переключаться на кулачный бой. Он использует много физических способностей, используя умения и статистику он доминирует в бою, его сила позволяет ему схватить босса. Карок может восстанавливаться благодаря пассивному умению. Его альтернативное оружие — кастеты, которые улучшает его кулачный стиль в бою.
- Кай — мужской персонаж — лучник. Кай очень ловкий и выдает много урона за удар. Лук Кая имеет две формы: короткий лук и длинный лук, короткая форма использует быстрые автоматические атаки, а длинная форма обладает большей силой и большей дистанцией стрельбы, но при этом натягивает стрелу дольше. Также он способен атаковать в ближнем бою, когда битва идет в запертом помещении; может ускользнуть от врага и возобновить стрельбу на более дальней дистанции. Его альтернативное оружие — механический арбалет, обладающий очень большой скоростью атаки и взрывчатыми стрелами, но при этом жертвует уворотливостью и способностями.
- Велла — это женский персонаж, использующий парные клинки. Её особенностью является способность отталкивания, но из-за слишком высокого урона она бьёт по малому радиусу. Её альтернативное оружие — мечи с цепями, цепи в битве цепляют врага, а мечами наносит урон, возможны атаки на большом расстоянии, но за счёт контратак имеет малую выносливость.
- Харк — мужчина — берсерк, использует постоянные и тяжелые атаки без затрат выносливости. Экипирован большим двуручным мечом . Медленный, но мощно атакующий персонаж, его основные способности — в пассивной регенерации и повышении наносимого урона. Также может использовать контратаки, чтобы отпихивать врагов, и может схватить специальных боссов (как Карок), пользуясь только силой в бою. Данный персонаж не имеет альтернативного оружия.
- Линн — женский персонаж, использующий глефу, сочетая её с быстрыми ударами. Урон Линн меньше по сравнению с другими персонажами, её способность — оставлять метки на врагах и взрывать их. Также она очень увёртлива, способна быстро перемещаться на большие дистанции и подкатываться к своим врагам, продолжая атаку. Данный персонаж не имеет альтернативного оружия.
- Ариша — женский персонаж, использующий магию и меч. Она очень зависит от интеллекта (для урона) и силы (для поднятия объектов). Используя меч и магию, она комбинирует удары меча с магическими взрывами, получая разрушительные комбо; использует магию для усиления меча, телепортации, поглощения маны у её противников, и даже для остановки времени.